# William Jones (Politiker, 1753)

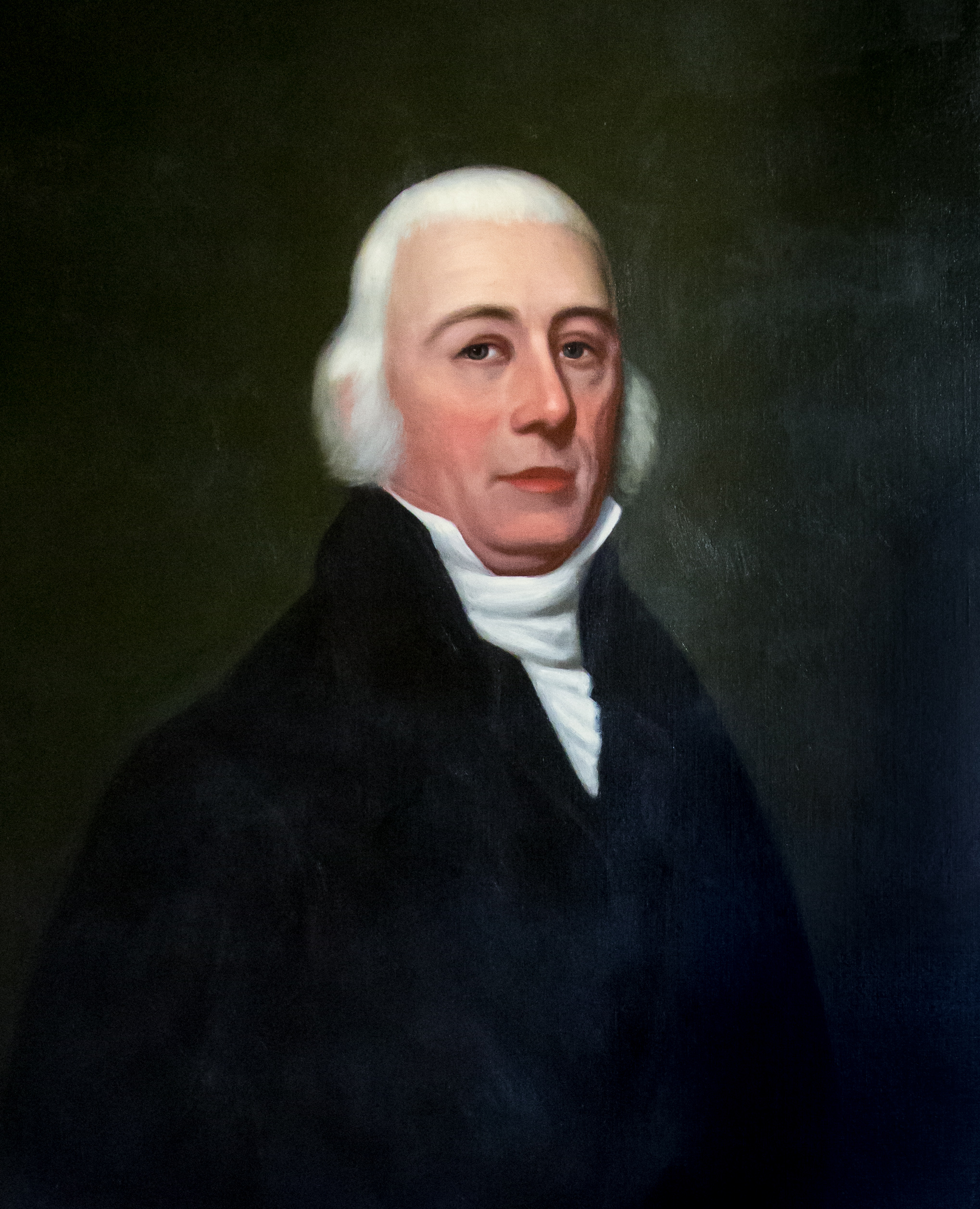
William Jones

William Jones (* 8. Oktober 1753 in Newport, Colony of Rhode Island and Providence Plantations; † 22. April 1822) war ein US-amerikanischer Politiker und von 1811 bis 1817 Gouverneur des Bundesstaates Rhode Island.

## Frühe Jahre und politischer Aufstieg
William Jones nahm am Amerikanischen Unabhängigkeitskrieg teil. Nach dem Krieg begleitete er die amerikanische Delegation zu den Friedensverhandlungen nach Paris. Nach seiner Rückkehr nach Rhode Island wurde er Friedensrichter und Mitglied der Föderalistischen Partei. Im Jahr 1807 wurde er in das Repräsentantenhaus von Rhode Island gewählt; zwischen 1809 und 1810 war er dessen Präsident. Bei den Gouverneurswahlen des Jahres 1811 konnte er den Amtsinhaber James Fenner knapp schlagen.

## Gouverneur von Rhode Island und weiterer Lebenslauf
William Jones trat sein neues Amt am 1. Mai 1811 an und konnte es nach einigen Wiederwahlen bis zum 7. Mai 1817 ausüben. In seine Amtszeit fällt der Britisch-Amerikanische Krieg, der allgemein in Rhode Island als ungerecht angesehen wurde. Trotzdem mussten Verteidigungsmaßnahmen getroffen werden. Traditionell war man in Rhode Island seit der Gründung der Vereinigten Staaten nicht gut auf die Bundesregierung zu sprechen, deren Machtanspruch man nicht akzeptieren wollte. Im Jahr 1817 scheiterte Jones bei einem weiteren Versuch, in seinem Amt bestätigt zu werden. Daraufhin zog er sich aus der Politik zurück. William Jones starb am 22. April 1822. Mit seiner Frau Anne Dunn hatte er ein gemeinsames Kind.